# Тразодон
Тразодон — антидепресивний лікарський засіб із анксіолітичною та снодійною дією, що відноситься до класу інгібіторів зворотного захоплення серотоніну За структурою є похідним фенілпіперазіну. Використовується для лікування депресії, тривожних розладів та безсоння.

## Механізм дії
Тразодон — похідна речовина триазолопіридину. Передбачуваний механізм дії пов'язаний зі здатністю тразодону пригнічувати зворотнє захоплення серотоніну, блокувати гістамінові та α-1-адренергічні рецептори, виступати антагоністом 5-HT2 рецепторів. Повний спектр вливу тразодону залишається не до кінця вивченим.
Клінічні дослідження довели, що ефективність тразодону відповідає ефективності трициклічних антидепресантів, селективних інгібіторів зворотного захоплення серотоніну (СІЗЗС), при лікуванні депресивних розладів. В деяких випадках тразодон має переваги через здатність одночасно інгібувати рецептори SERT, 5-HT2A та 5-HT2C, що зумовлює відсутність безсоння, сексуальних дисфункцій та тривоги під час лікування. 
Вплив тразодону також пов'язують з такими нейромедіаторами, як серотонін, норадреналін, дофамін, ацетилхолін і гістамін, які відповідають за збудження. Новітні дослідження також демонструють потенційний вплив тразодону на запальні процеси, пов'язані з депресією. 

## Використання
Схавленими FDA показами до застосування тразодону є лікування великих депресивних розладів. Причому даний препарат можна використовувати одночасно з іншими антидепресантами. 
Інші, не схвалені FDA, покази включають безсоння, тривогу, розлади харчової поведінки, ПТСР, хворобу Альцгеймера тощо. Хоча не існує переконливих клінічних даних, тразодон часто використовують в якості седативного засобу. Тразодон використовується не за призначенням для пацієнтів з безсонням. Тразодон не схвалений для лікування розладів сну через недостатність клінічних даних, щоб виправдати його використання як седативного засобу. 

## Побічні дії
Тразодон має седативний ефект, що може спричинти сонливість напочатку лікування, яка зазвичай зникає при тривалому прийомі препарату. Також прийом тразодону може супроводжуватися такими поширеними побічними ефектами антидепресантів як головний біль, слабкість, зниження концентрації уваги, нудота. Тразодон не сприяє збільшенню маси тіла, а в деяких випадках може її зменшувати.
Ризик використання тразодону під час вагітності та грудного вигодовування має оцінюватися індивідуально. Тразодон може долати плацентарний бар'єр, а також проникати в грудне молоко. Проте наукові дослідження свідчать про те, що тразодон не збільшує частоту виникнення серйозних вад розвитку в плода. Результати досліджень на тваринах теж демонструють відсутність небажаного впливу тразодону на перебіг вагітності та розвиток ембріону. Однак за загальною практикою використання тразодону небажане протягом першого триместру вагітності. 
Використання тразодону в терапії депресії й безсоння у підлітків та дітей є суперечливим питанням. Частина психіатрів вважає ефективним застосування цього препарату для пацієнтів молодше 18 років, проте переконливих доказів ефективності на даний момент недостатньо. 

## Вплив на суїцидальну поведінку
Тразодон може підвищувати ризик суїциду у дорослих та дітей. Необхідно ретельно спостерігати за пацієнтами, які приймають тразодон, та відстежувати погіршення стану та суїцидальні думки. 